# Eleição para o Senado federal por Maryland em 2010
A eleição para o senado do estado americano do Maryland em 2010 aconteceu em 2 de novembro de 2010. A eleição primária aconteceu em 14 de setembro de 2010. A senadora Barbara Mikulski foi reeleita com mais de 60% dos votos.

## Primária Democrata
| Primária Democrata | Primária Democrata    | Primária Democrata | Primária Democrata | Primária Democrata | Primária Democrata |
| Partido            | Candidato             | Votos              | %                  |                    |                    |
| Democrata          | Barbara Mikulski      | 388.868            | 82,32%             |                    |                    |
| Democrata          | Christopher J. Garner | 35.479             | 7,53%              |                    |                    |
| Total              | Total                 | 472.376            | 100%               |                    |                    |
| ------------------ | --------------------- | ------------------ | ------------------ | ------------------ | ------------------ |

## Primária Republicana
| Primária Republicana | Primária Republicana | Primária Republicana | Primária Republicana | Primária Republicana | Primária Republicana |
| Partido              | Candidato            | Votos                | %                    |                      |                      |
| Republicano          | Eric Wargotz         | 92.464               | 38,57%               |                      |                      |
| Republicano          | Jim Rutledge         | 73.311               | 30,58%               |                      |                      |
| Total                | Total                | 239.757              | 100%                 |                      |                      |
| -------------------- | -------------------- | -------------------- | -------------------- | -------------------- | -------------------- |